# Menuet en sol majeur (BWV Anh 114)

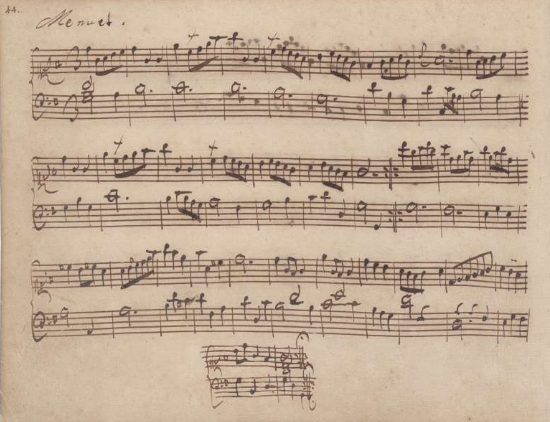
p. 44 du 2e Carnet de Anna Magdalena Bach : le menuet N° 4 (BWV Anh. 114).

Le Menuet en sol majeur est une pièce pour clavier contenu dans le recueil daté de 1725 et intitulé le Petit livre d'Anna Magdalena Bach. Jusqu'en 1970 il était attribué à Jean-Sébastien Bach (BWV Anh 114), mais de nos jours il est universellement réattribué à Christian Petzold ,. Il comprend 32 mesures dans la tonalité de sol majeur.

## Origine
Le menuet en sol majeur, inclus dans le recueil de 1725 d’Anna Magdalena Bach, apparaît (en no 4) couplé avec un autre menuet en sol mineur (no 5), qui doit être interprété da capo. Ce petit livre appartient à la seconde femme de Jean-Sébastien Bach, Anna Magdalena Bach et contient une compilation de morceaux de divers compositeurs de la fin du XVIIe siècle et du début du XVIIIe siècle, notamment de François Couperin, Georg Böhm, Jean-Sébastien Bach lui-même et de ses fils, par exemple Carl Philipp Emanuel Bach. Beaucoup des copies du petit livre de 1725 ont été notées par Anna Magdalena et quelques-unes par Jean-Sébastien et divers amis de la famille Bach. Seuls quelques compositeurs sont formellement indiqués dans le cahier. Le menuet en sol majeur et son compagnon, font partie des œuvres anonymes du recueil. C'est seulement dans les années 1970 que le compositeur a été identifié pour cette pièce.

## Culture populaire
La mélodie de la chanson pop de 1965 « A Lover's Concerto », écrite par les chansonniers américain Sandy Linzer et Denny Randell, est basée sur le menuet en sol majeur. La chanson a été enregistrée par le girl group, The Toys et atteint la seconde place au classement américain Billboard Hot 100 et cinquième pour les UK Singles Chart. « A Lover's Concerto » a été vendu a plus de deux millions de copies et remporté un disque de certification (disque d'or) par le R.I.A.A.
Reprise française en 1966 par le groupe Les Surfs, sous le titre "Mon amour pour toi".
Willie Nelson a enregistré une version en 1975 lors des sessions "Red Headed Stranger ", mais cette version n'a pas été rééditée.
En 1984 le film La Belle et l'Ordinateur [Electric Dreams], la pièce est la base d'un duo ou un amical duel musical, entre le violoncelliste Madeline et Edgar, l'ordinateur. Cette chanson, intitulé "The Duel" dans la bande son est composée et interprétée par Giorgio Moroder.
En 1995 le film Professeur Holland montre une scène dans laquelle le rôle-titre, un professeur de musique d'une école secondaire, explique à ses élèves le lien entre « A Lover's Concerto » et le Menuet en sol majeur.
En 1986 le film d'animation The Adventures of the American Rabbit présente cette pièce : un des personnages la joue lors d'une leçon de piano.